# Cheat Engine
Cheat Engine, förkortat som CE, är en minnesadressökare/hexeditor/avlusare med öppen källkod skapad av Eric Heijnen ("Dark Byte") till Windows. Cheat Engine används mestadels för att fuska i datorspel och är ibland modifierad och kompilerad för göra det utan att upptäckas av andra programvaror. Detta program liknar L. Spiros Memory Hacking Software, TSearch och ArtMoney. Programmet söker efter värden som matas in av användaren med olika alternativ som låter användaren hitta och gå igenom datorns minne. Cheat Engine kan även användas för att skapa trainers som fungerar helt oberoende av Cheat Engine.